# It's On (Dr. Dre) 187um Killa
It's On (Dr. Dre) 187um Killa é um EP do rapper Eazy-E, lançado em 25 de outubro de 1993. O álbum ficou em 5º lugar na Billboard 200 e 1º na Top R&B/Hip Hop Albums, vendendo 105,000 cópias na primeira semana, se tornando o álbum de Eazy que ficou mais perto do topo da Billboard 200.
Any Last Werdz e Real Muthaphukkin' G's foram lançados como singles e tiveram videoclipes.
O EP foi certificado como Disco de Platina Duplo pela RIAA em 1994, com 1,964,461 cópias vendidas, se tornando seu disco mais vendido.

## Faixas
1. "Exxtra Special Thankz" –1:07
2. "Real Muthaphuckkin' G's" (com Gangsta Dresta & BG Knocc Out) –5:32
3. "Any Last Werdz?" (com Kokane & Cold 187um) –5:09
4. "Still A Nigga" (com Rhythum D) –4:10
5. "Gimme That Nutt" –2:55
6. "It's On" –5:02
7. "Boyz 'N' Tha Hood" [G-Mix:] (com Gangsta Dresta) –5:37
8. "Down 2 Tha Last Roach" (com Dirty Red como Ash Trey & Eazy E como Mr. Roach Clip) –7:50

## Desempenho nas paradas
Álbum - Billboard
| Ano  | Parada                 | Posição |
| ---- | ---------------------- | ------- |
| 1993 | The Billboard 200      | #5      |
| 1993 | Top R&B/Hip-Hop Albums | #1      |